# Stadion Miejski w Tychach (1970–2013)
Stadion Miejski – nieistniejący już wielofunkcyjny stadion w Tychach, w Polsce. Istniał w latach 1970–2013. Swoje spotkania rozgrywali na nim piłkarze GKS-u Tychy. Pod koniec swojego istnienia mógł pomieścić 12 000 widzów. W latach 2013–2015 w miejscu starego obiektu powstał nowy, typowo piłkarski Stadion Miejski na ponad 15 000 widzów.
Budowa byłego stadionu przy ul. Edukacji (dawniej Engelsa) rozpoczęła się w 1967 roku. Inauguracja obiektu miała miejsce 18 października 1970 roku, kiedy Górnik Wesoła pokonał w meczu III ligi Stal Stalowa Wola 2:1. Autorem pierwszej bramki był Ginter Jendyczek. Od 1971 roku gospodarzem obiektu byli piłkarze GKS-u Tychy, klubu sportowego powstałego w wyniku fuzji sekcji bokserskiej, zapaśniczej i piłkarskiej Górnika Wesoła, piłkarzy Polonii Tychy oraz sekcji hokejowej Górnika Murcki. W latach 1974–1977 oraz 1995–1997 (wówczas jako Sokół Tychy) klub ten występował w I lidze (w sezonie 1975/76 zdobył nawet wicemistrzostwo Polski; dało mu to prawo gry w Pucharze UEFA w kolejnym sezonie, gdzie odpadł w pierwszej rundzie z 1. FC Köln – spotkanie „u siebie” przeciwko drużynie z RFN Tyszanie rozegrali jednak na Stadionie Śląskim w Chorzowie). Pod koniec swojego istnienia stadion mógł pomieścić 12 000 widzów, z czego 2620 miejsc było siedzących. Rekordową frekwencją na obiekcie było jednak 25 000 widzów – taką liczbę widzów na tyskim stadionie odnotowano dwukrotnie, w meczach ligowych przeciwko Górnikowi Zabrze (16 marca 1975 roku) i Ruchowi Chorzów (31 marca 1976 roku). W związku z planowaną budową nowego obiektu w miejscu starego stadionu GKS Tychy w sezonie 2011/12 przeniósł się na Stadion Miejski w Jaworznie. W listopadzie 2012 roku rozpoczęto rozbiórkę elementów stalowych (zadaszenie trybuny głównej oraz płoty), a właściwe prace wyburzeniowe ruszyły w lutym 2013 roku. Następnie przystąpiono do budowy nowej, typowo piłkarskiej areny. Otwarcie nowego Stadionu Miejskiego na ponad 15 000 widzów miało miejsce 18 lipca 2015 roku.